# Rząd Görana Perssona
Rząd Görana Perssona – rząd Szwecji działający od 22 marca 1996 do 6 października 2006. Był to mniejszościowy gabinet monopartyjny tworzony przez Szwedzką Socjaldemokratyczną Partię Robotniczą.
Po wyborach w 1994 socjaldemokraci po trzyletniej przerwie powrócili do władzy, a premierem nowego gabinetu ponownie został ich lider Ingvar Carlsson. W 1995 zadeklarował zakończenie swojej kariery politycznej, a główną kandydatką na jego następczynię stała się Mona Sahlin. Jej kariera polityczna załamała się jednak po ujawnieniu m.in. wykorzystywania służbowej karty kredytowej do celów prywatnych i zalegania z płatnością za opłaty parkingowe. W konsekwencji na czele ugrupowania, a 22 marca 1996 również na czele rządu stanął Göran Persson.
Szwedzka Socjaldemokratyczna Partia Robotnicza wygrywała kolejne wybory w 1998 i 2002 z przewagą umożliwiającą utrzymanie mniejszościowego gabinetu. W Riksdagu współpracował z Partią Zielonych i postkomunistyczną Partią Lewicy. W wyniku wyborów w 2006 większość w parlamencie uzyskała tworzona przez cztery ugrupowania centroprawicowa koalicja Sojusz. 6 października 2006 rząd został zastąpiony przez nowy gabinet kierowany przez Fredrika Reinfeldta.

## Skład rządu
Biuro Premiera
- Premier: Göran Persson (1996–2006)
- Wicepremierzy: Lena Hjelm-Wallén (1998–2002), Margareta Winberg (2002–2003), Lars Engqvist (2004), Bosse Ringholm (2004–2006)

Ministerstwo Sprawiedliwości
- Szef resortu: Laila Freivalds (1996–2000), Thomas Bodström (2000–2006)

Ministerstwo Spraw Zagranicznych
- Szef resortu: Lena Hjelm-Wallén (1996–1998), Anna Lindh (1998–2003), Laila Freivalds (2003–2006), Jan Eliasson (2006)

Ministerstwo Obrony
- Szef resortu: Thage G. Peterson (1996–1997), Björn von Sydow (1997–2002), Leni Björklund (2002–2006)

Ministerstwo Zdrowia i Spraw Społecznych
- Szef resortu: Margot Wallström (1996–1998), Anders Sundström (1998), Lars Engqvist (1998–2004), Berit Andnor (2004–2006)

Ministerstwo Transportu i Komunikacji
- Szef resortu: Ines Uusmann (1996–1998), Björn Rosengren (1998)[4]

Ministerstwo Finansów
- Szef resortu: Erik Åsbrink (1996–1999), Bosse Ringholm (1999–2004), Pär Nuder (2004–2006)

Ministerstwo Edukacji
- Szef resortu: Carl Tham (1996–1998), Thomas Östros (1998–2004), Leif Pagrotsky (2004–2006)

Ministerstwo Rolnictwa
- Szef resortu: Annika Åhnberg (1996–1998), Margareta Winberg (1998–2002), Ann-Christin Nykvist (2002–2006)

Ministerstwo Zatrudnienia
- Szef resortu: Margareta Winberg (1996–1998), Björn Rosengren (1998)[4]

Ministerstwo Kultury
- Szef resortu: Marita Ulvskog (1996–2004), Leif Pagrotsky (2004)

Ministerstwo Spraw Wewnętrznych
- Szef resortu: Jörgen Andersson (1996–1998), Lars-Erik Lövdén (1998)

Ministerstwo Środowiska
- Szef resortu: Anna Lindh (1996–1998), Kjell Larsson (1998–2002), Lena Sommestad (2002–2004)

Ministerstwo Zrównoważonego Rozwoju
- Szef resortu: Mona Sahlin (2004–2006)

Ministerstwo Przemysłu
- Szef resortu: Anders Sundström (1996–1998), Björn Rosengren (1998–2002)[4], Leif Pagrotsky (2002–2004), Thomas Östros (2004–2006)

Ministrowie bez teki w resortach
- Leif Blomberg (Ministerstwo Spraw Wewnętrznych: 1996–1998)
- Pierre Schori (Ministerstwo Spraw Zagranicznych: 1996–1999)
- Ylva Johansson (Ministerstwo Edukacji: 1996–1998, Ministerstwo Zdrowia i Spraw Społecznych: 2004–2006)
- Maj-Inger Klingvall (Ministerstwo Zdrowia i Spraw Społecznych: 1996–1999, Ministerstwo Spraw Zagranicznych: 1999–2001)
- Leif Pagrotsky (Biuro Premiera: 1996–1997, Ministerstwo Spraw Zagranicznych: 1997–2002)
- Thomas Östros (Ministerstwo Finansów: 1996–1998)
- Ulrica Messing (Ministerstwo Zatrudnienia: 1996–1998, Ministerstwo Kultury: 1998–2000, Ministerstwo Przemysłu: 2000–2006)
- Thage G. Peterson (Biuro Premiera: 1997–1998)
- Lars Engqvist (Ministerstwo Spraw Wewnętrznych: 1998, Ministerstwo Finansów: 1998)
- Mona Sahlin (Ministerstwo Przemysłu: 1998–2002, Ministerstwo Sprawiedliwości: 2002–2004)
- Ingegerd Wärnersson (Ministerstwo Edukacji: 1998–2002)
- Britta Lejon (Ministerstwo Sprawiedliwości: 1998–2002)
- Lars-Erik Lövdén (Ministerstwo Finansów: 1999–2004)
- Ingela Thalén (Ministerstwo Zdrowia i Spraw Społecznych: 1999–2002)
- Jan O. Karlsson (Ministerstwo Spraw Zagranicznych: 2002–2003)
- Lena Sommestad (Ministerstwo Środowiska: 2002, Ministerstwo Zrównoważonego Rozwoju: 2004–2006)
- Gunnar Lund (Ministerstwo Finansów: 2002–2004)
- Berit Andnor (Ministerstwo Zdrowia i Spraw Społecznych: 2002–2004)
- Pär Nuder (Biuro Premiera: 2002–2004)
- Morgan Johansson (Ministerstwo Zdrowia i Spraw Społecznych: 2002–2006)
- Lena Hallengren (Ministerstwo Edukacji: 2002–2006)
- Hans Karlsson (Ministerstwo Przemysłu: 2002–2006)
- Barbro Holmberg (Ministerstwo Spraw Zagranicznych: 2003–2006)
- Carin Jämtin (Ministerstwo Spraw Zagranicznych: 2003–2006)
- Ibrahim Baylan (Ministerstwo Edukacji: 2004–2006)
- Jens Orback (Ministerstwo Sprawiedliwości: 2004–2006)
- Sven-Erik Österberg (Ministerstwo Finansów: 2004–2006)